# Szary Dom (Kraków)
Szary Dom, dawny karcer obozowy KL Plaszow – zabytkowy budynek znajdujący się w Krakowie, w dzielnicy XIII przy ulicy Jerozolimskiej 3, w Podgórzu.

## Opis
Budynek ten do roku 1939 był siedzibą żydowskiego Bractwa Pogrzebowego (Chewra Kadisza). Znajduje się obok nowego podgórskiego cmentarza żydowskiego.
Podczas II wojny światowej, jesienią 1942 roku, Niemcy utworzyli na tym terenie obóz pracy przymusowej, a potem koncentracyjny, głównie dla ludności żydowskiej – Plaszow.
Dom ten, znajdujący się wtedy wewnątrz obozu, zaczął pełnić rolę karceru dla więźniów i katowni SS.
Budynek został wykorzystany przy kręceniu filmu Lista Schindlera jako dom komendanta obozu Amona Götha
Po wojnie znajdowały się w nim mieszkania komunalne. Około 2014 r. przejęty przez gminę żydowską. W 2016 r. przeznaczony na miejsce pamięci. Od 2021 Muzeum KL Plaszow stało się odrębną instytucją kultury z siedzibą w Szarym Domu.